# Coleophora betulella
Coleophora betulella é uma espécie de mariposa do gênero Coleophora pertencente à família Coleophoridae.